# Fissicrambus alexanor
Fissicrambus alexanor là một loài bướm đêm trong họ Crambidae.